# Esaïe Djikoloum
Esaïe Djikoloum, né le 3 octobre 1991 à N'Djaména, est un footballeur international tchadien qui évolue au poste d'attaquant.

## Biographie
Il fait ses débuts en équipe du Tchad le 2 juin 2007, contre l'Afrique du Sud, lors des éliminatoires de la CAN 2008 (défaite 4-0). Il reçoit sa dernière sélection le 13 octobre 2015, contre la Sierra Leone, lors des éliminatoires du mondial 2018 (défaite 2-1). Il compte un total de douze sélections (dix officielles et deux non reconnues par la FIFA).
Il inscrit 17 buts dans le championnat du Tchad en 2015.

## Palmarès
- Champion du Tchad en 2007 avec la Renaissance FC et en 2017 avec le CotonTchad
- Vainqueur de la Coupe du Tchad en 2009 avec le CotonTchad ; en 2013 avec l'Aslad Mondou ; et en 2015 avec la Renaissance FC